# Resolució 1708 del Consell de Seguretat de les Nacions Unides
La Resolució 1708 del Consell de Seguretat de les Nacions Unides fou adoptada per unanimitat el 14 de setembre de 2006. Després de recordar resolucions anteriors sobre la situació a Costa d'Ivori, en particular les resolucions 1572 (2004), 1584 (2004),  1633 (2005) i 1643 (2005), el Consell va prorrogar el mandat d'un grup d'experts que vigilava un embargament d'armes contra el país fins a mitjan desembre de 2006.

## Detalls
El Consell de Seguretat va acollir amb beneplàcit els esforços del Secretari General] Kofi Annan, la Unió Africana i la Comunitat Econòmica dels Estats de l'Àfrica Occidental ECOWAS) per restablir la pau i l'estabilitat a Costa d'Ivori. Va determinar que la situació al país continuava representant una amenaça per a la pau i la seguretat internacionals.
En virtut del Capítol VII de la Carta de les Nacions Unides, el mandat del grup d'experts de supervisió de les sancions es va renovar fins al 15 de desembre de 2006. El grup d'experts fou requerit a presentar una actualització sobre el aplicació de les resolucions 1572 i 1643 i formular les recomanacions adequades.